# At Va'Ani
"At Va'Ani" (alfabeto hebraico: את ואני, tradução  portuguesa: "Tu e Eu") foi a canção que representou Israel no Festival Eurovisão da Canção 1975, interpretada em  hebraico por Shlomo Artzi. A canção tinha letra de Ehud Manor, música de Shlomo Artzi e orquestração de Eldad Shrem.
A canção é uma balada, com Artzi comparando ele e a sua amada ao ""raio e à luz" e a outros elementos naturais com o objetivo de demonstrar a força do amor deles. Ele vai ainda mais longe e chega ao ponto de afirmar que "Tu e eu parecemos mais altos que o Mundo".
A canção israelita foi a 12.ª a ser interpretada na noite do evento, a seguir à canção belga "Gelukkig zijn", interpretada por Ann Christy e antes da canção turca "Seninle Bir Dakika", interpretada por Semiha Yanki. No final, a canção israelita terminou em 11.º lugar, recebendo um total de 40 pontos.  